# 张熙媛
张熙媛（1989年11月12日—），中华人民共和国演员。

## 演艺经历
- 2011年，与陈紫函、薛佳凝合作出演谍战情感剧《黎明绝杀》，饰演青涩痴情的柳欣梅，而这也是她的首部影视剧作品。2012年，与张丰毅、于明加合作出演年代抗战剧 《雾都》，饰演朱豪的七姨太秀文；同年，出演李京执导的青春偶像抗战剧《穷追不舍》，饰演吴仁甫的妹妹吴曼丽。

## 影视作品

### 电视剧
| 首播年度 | 剧名               | 角色           | 備註       |
| 2012年   | 《黎明绝杀》       | 柳欣梅         |            |
| 2012年   | 《雾都》           | 七姨太秀文     |            |
| 2013年   | 《穷追不舍》       | 吴曼丽         |            |
| 2013年   | 《涛女郎》         | 方彤           |            |
| 2014年   | 《格子间女人》     | 文晓惠         |            |
| 2016年   | 《寂寞空庭春欲晚》 | 福晋           |            |
| 2017年   | 《熊爸熊孩子》     | 段雨楠         |            |
| 2017年   | 《爱，来得刚好》   | 段雪晴         |            |
| 2017年   | 《极光之恋》       | 丁桐           |            |
| 2020年   | 《燕雲台》         | 蕭蒲哥         |            |
| 未播出   | 《爱让我们在一起》 | 苏颖(Michelle) | 2014年拍摄 |

### 电影
| 上映年度 | 片名                         | 角色     |
| 2015年   | 《黄金福将》                 | 琳娜     |
| 2021年   | 《武松血战狮子楼》(網絡電影) | 潘金莲   |
| 2022年   | 《红纸鹤》(網絡電影)         | 欧阳祉鹤 |

## 综艺节目

### 节目
| 播出年份 | 综艺名       |
| 2016年   | 《来吧冠军》 |